# آلفرد فن تیرپیتس
آلفرد فن تیرپیتس (انگلیسی: Alfred von Tirpitz؛ ۱۹ مارس ۱۸۴۹ – ۶ مارس ۱۹۳۰) یک فرد نظامی اهل آلمان و از فرماندهان نیروی دریایی امپراتوری آلمان در جنگ جهانی اول بود.